# カリナリー・インスティテュート・オブ・アメリカ
カリナリー・インスティテュート・オブ・アメリカ、アメリカ料理研究所、(英字：The Culinary Institute Of America、略称：CIA）は、私立非営利団体が運営するアメリカ合衆国に本部を置く料理学校。"Culinary Arts"（日本語では料理芸術学と訳される。）の短期大学士（Associates Degree）、学士（Bachelor’s Degree）、修士（Master’s Degree Programs）の学位を付与するプロフェッショナル・スクールである。
CIAは独立した非営利の専門大学であり、世界最高レベルのプロフェッショナルな料理教養と技術教育を提供する事を使命としている。我々はその学位プログラムと継続教育プログラムを通じて、常に変化し続ける外食及びホスピタリティー産業に於ける成功を収める為に必要な一般知識と実践技術を学生に提供するものである。我々はこの学校に学び、教え、管理する全ての人々のニーズに敏感に応える事が可能な文化的多様性や教育的に挑戦する卓越した姿勢を常に目指している。

## 沿革
- 1946年、Frances RothとKatharine Angellによりコネティカット州にThe New Haven Restaurant Instituteとして設立。生徒数は約50人。第二次世界大戦後の退役軍人の職業訓練校としての役割を持った。
- 1952年、現在の名称に改称。
- 1971年、Associates in Occupational Studies(短期大学士）が取得可能となる（全米初）。
- 1972年、現在地のニューヨーク州ハイドパークにあった修道院を買収し、約1,000人の生徒と共に移転。
- 2017年、旭酒造と提携してニューヨークに酒蔵を建築する事を発表。アメリカ産の米を使用した中間価格帯の日本酒の生産を目指す[4][5]。

## キャンパス

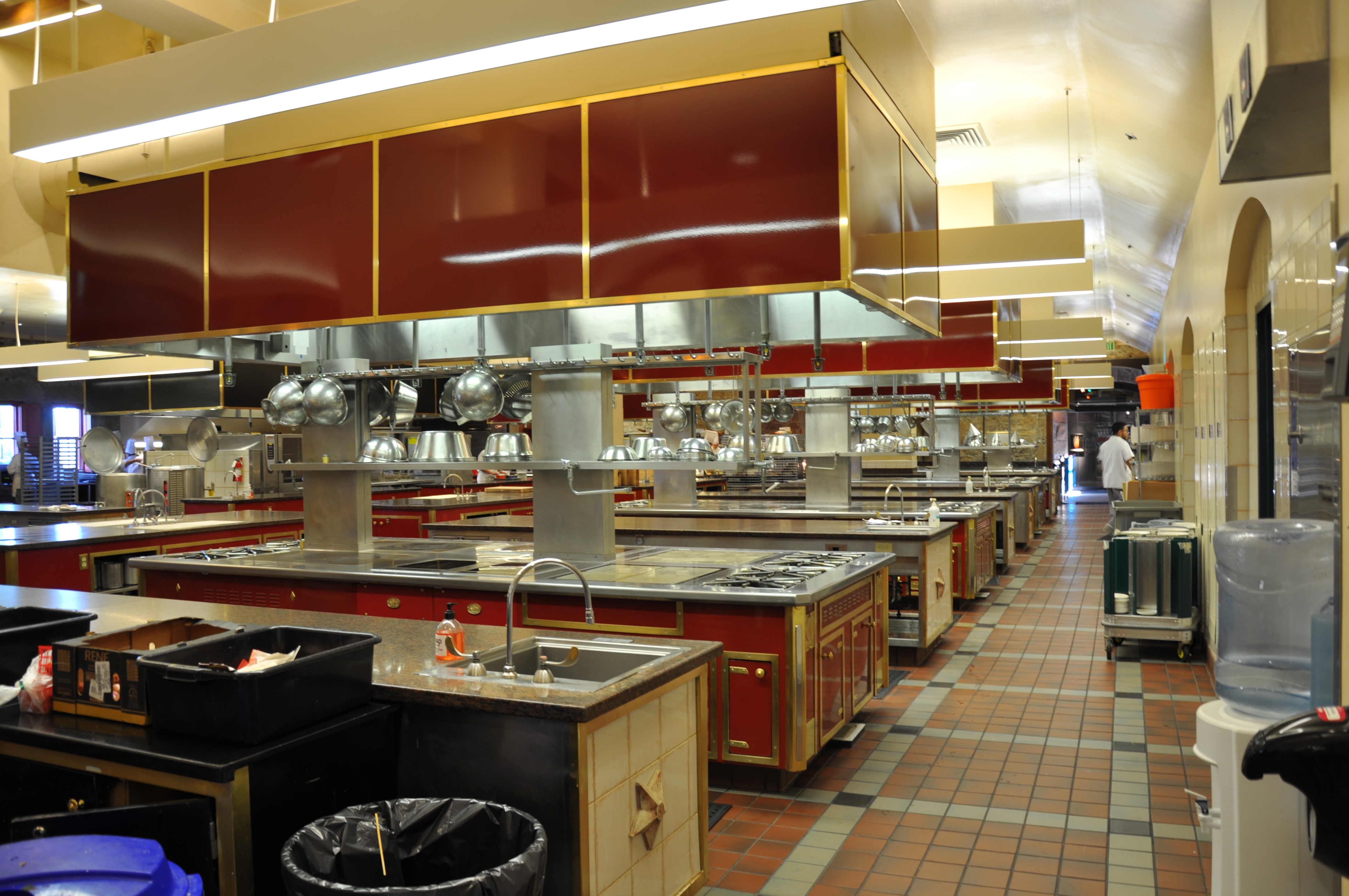
ティーチング・キッチン

### アメリカ国内
- ニューヨーク本校：ニューヨーク州ハイドパークをはじめとして料理専門の教育機関では、世界で唯一料理学校の4年制大学の学士の学位を取得できる。また、寄宿舎を備えた学校であり、約3,000人の学生が学んでいる。

- グレイストーン分校：カリフォルニア州セントヘレナ（ナパバレー）
- ナパ分校：カリフォルニア州ナパ郡
- サンアントニオ分校：テキサス州サンアントニオ

### アメリカ国外
- シンガポール分校：シンガポール工科大学（Singapore Institute of Technology）校内

## 教育プログラムとその目的
学位を取得できるプログラムは2年制および4年制にそれぞれ製菓製パンプログラムと調理技術プログラムが設置されている。その他、プロを対象とした継続教育課程のCEプログラムと修士課程がある。

### 短期大学士課程（2年制）
- The Culinary Arts Program（料理芸術プログラム）
- The Baking and Pastry Arts Program（ベーキングおよびペストリーアートプログラム）[6]。

プログラムの目的
高い目標を持つ料理人に、調理の基礎における実践的指導を行う2年制プログラムの学習内容は下記の通りである。
- フードプレパレーションとサービスにおいて必要な専門的技術を学び、実践する。
- 食品知識、フードアンドビバレッジの構成、栄養学の仕組みを理解する。
- フードサービスオペレーションにおける人材のより有効な活用のための基本的なスーパーバイザー能力を身につける。
- 業務用厨房での調理、サービス機器の正しい使用方法やメンテナンス方法を実地経験する。
- 業務用厨房やベーカリーショップのレイアウト、ワークフローに慣れる。
- 調理技術の国際的多様性、発展、歴史を理解する。
- 外食産業に必要なプロッフェッショナリズムのセンスを研く。
- 理論的、学術的能力を築き、フードサービスに関する一般教養科目でのグローバルな考え方を習得する。

### 学士課程（4年制）
- The Culinary Arts Management Program（料理芸術管理プログラム）
- The Baking and Pastry Arts Management Program（ベーキングおよびペストリー芸術管理プログラム）[7]。

プログラムの目的
4年制プログラムにおいては上記の2年制プログラムの学習内容に加え、下記の分野をカバーする。
- 金融や経済の流れを理解し、それがどのように外食産業に影響するかを学ぶ。
- 今日の複雑な世界経済の中で、この分野に於ける会社経営を目標とする人に役立つスキルが習得できる。
- 正確に、そして能率的に意思疎通することを学ぶ。
- スタッフの管理、モチベーション育成、ジョブストレス処理のためのスキルを伸ばす。
- PCを使用し、日常の業務オペレーション能力を高め、将来的成功に結びつける。
- 調理や経営に関するリサーチ方法を学ぶ。
- 新しい調理法や多様な文化、珍しい料理スタイルを探究する。
- キャリア選択の幅を広げ、可能性（将来性）のある雇用主にアピールする方法を身につける。

### オンライン学士課程
- Food Business Leadership Bachelor's Degree Online（食品ビジネスリーダーシップオンライン学士）

このプログラムは上記の短期大学士課程卒業生にのみ入学が許される。

### オンライン修士
- Master’s in Food Business—Online（食品ビジネスの修士号-オンライン）
- Master’s in Wine and Beverage Management—Online（ワインと飲料の管理の修士号—オンライン）[9]。

### 継続教育課程（プロ向け短期プログラム）
- Culinary Institute of America（CEプログラム）[10]

事前にテーマが設定された授業の他に、企業や団体（軍や政府系施設）の要望に対して個別のプログラムを作製したり、コンサルティングにも対応する。

## CIAの教育

### 学位取得
CIAはアメリカで初めて学位を取得できる料理大学として認可を受けたが、短期大学士（Associates Degree）、学士（Bachelor’s Degree）、修士（Master’s Degree Programs）の学位が取得できる。
Culinaryは日本語で料理学と訳され、学位はCulinary Artsという名称で日本語では料理芸術学と訳される。

### カリキュラム
18人クラスによる少数クラス
1人の先生が教えることが出来る最大の人数は18人というフィロソフィーから、1クラスの人数は18名である。但し、ランチとディナーを中心に学校のカリキュラムが組まれているために、午前クラスと午後クラスが存在する。午前クラス、午後クラスそれぞれに2クラスあり、同時に入学する人数は72名である。
3週間同一科目・3週間毎の新入生、3週間単位での進級チェック
クラスはブロック制で1ブロックが3週間となっている。即ち、3週間に1回卒業式があり、入学式があることになる。同時に入学した72名が同時進行で、卒業までの21ヶ月（2年生の場合）を過ごすことになる。
但し、ブロックごとにある進級試験が大変厳しく、落第する生徒も少なくない。遅刻は1秒たりとも許されず、どんな理由であれ1ブロックで2日以上欠席すると落第する。落第した場合は追加授業料を支払って履修することになるわけだが、1クラス18名と限定されているので、後から来るクラスの生徒に落第がないとそのクラスを履修できないわけで、落第生が出るまでひたすら待つことになる。
実践と知識の二本立ての授業
殆どの授業が通常教室での机上の学習と実践厨房での実地学習のセットになっている。例えば、教室で肉の授業を受け写真などで部位の名称やどのような料理に適しているかなどを学ぶと、次の授業はブッチャーになっており、半身などの大きな切り身で納品された肉を解体し、各部位に分ける実地学習となる。
マネジメントも含めたプロの調理師育成
カリキュラムは経営学や原価管理などの基礎的なマネジメント面は勿論、語学にまで至る。マネジメント面の授業は店舗開発を想定したプロジェクトもあり、マーケティングや設計、収支計画まで実践で必要な知識を習得する。
教育の一環として運営されるレストラン
ニューヨーク本校ではリストランテ・カテリナ・ディ・メディチ(Ristorante Caterina de' Medici)、エスコフィエ・レストラン(Escoffier Restaurant)、アメリカン　バウンティレストラン(American Bounty Restaurant)、セントアンドリュース・カフェ(St. Andrew's Cafe)、アップルパイ・ベーカリーカフェ(Apple Pie Bakery Cafe)の5つの飲食施設を一般向けに開放している。勿論、それらの飲食施設は授業の一環で、運営しているのは生徒である。レストラン評論家などからも高い評価を受けており、常時予約で満席の状態である。ナパバレーにある分校にもワイン・スペクテーター・レストラン(The Wine Spectator Greystone Restaurant)がある。
必修のエクスターンシップ18週
AOSプログラムでは最低18週間（通常21週間）のエクスターンシップが義務付けられている。学内にある就職課で自分が研修したいレストランを見つけ、願書を送って申請する。エクスターンシップを許可したレストラン側の責任者は膨大な評価書類の提出を義務付けられる。また、エクスターンシップではプロ意識育成のため、必ず給料をもらって働くことが前提とされており、無料の研修などは認められない。